# Empirische Verteilung (Wahrscheinlichkeitsverteilung)
Die empirische Verteilung ist eine spezielle Wahrscheinlichkeitsverteilung in der Stochastik, einem Teilgebiet der Mathematik. Sie gehört zu den diskreten Wahrscheinlichkeitsverteilungen und stellt eine Beziehung zwischen der deskriptiven Statistik und der Wahrscheinlichkeitstheorie her. So ist der Erwartungswert der empirischen Verteilung das arithmetische Mittel der zugrundeliegenden Stichprobe, ebenso wie die Verteilungsfunktion der empirischen Verteilung die empirische Verteilungsfunktion ist.

## Definition
Gegeben sei ein Vektor {\displaystyle x=(x_{1},x_{2},\dots ,x_{n})\in \mathbb {R} ^{n}}. Es bezeichne {\displaystyle \delta _{z}} das Dirac-Maß auf {\displaystyle z}, das gegeben ist durch
{\displaystyle \delta _{z}(A)={\begin{cases}1&{\text{ falls }}z\in A\\0&{\text{ falls }}z\notin A\end{cases}}}.
Dann heißt die Wahrscheinlichkeitsverteilung auf den reellen Zahlen, gegeben durch
{\displaystyle P={\tfrac {1}{n}}\sum _{i=1}^{n}\delta _{x_{i}}}
die empirische Verteilung von {\displaystyle x} auf den reellen Zahlen. Es ist also
{\displaystyle P(A)={\tfrac {1}{n}}\#\{i\mid x_{i}\in A\}}.
Dabei bezeichnet {\displaystyle \#} die Mächtigkeit der Menge, also die Anzahl ihrer Elemente und {\displaystyle \{i\mid x_{i}\in A\}} enthält die Indizes der Elemente des Vektors {\displaystyle x}, die in {\displaystyle A} enthalten sind. Anschaulich wird somit zuerst gezählt, wie viele Komponenten des Vektors {\displaystyle x} in der Menge {\displaystyle A} enthalten sind. Diese Zahl, geteilt durch die Gesamtzahl der Komponenten, ist dann die Wahrscheinlichkeit der Menge {\displaystyle A}.
Die empirische Verteilung kann auch auf allgemeineren Grundräumen {\displaystyle \Omega } definiert werden, dann ist {\displaystyle x\in \Omega ^{n}}. Dieser Artikel behandelt aber weiterhin den Fall {\displaystyle x\in \mathbb {R} ^{n}}.

### Wahrscheinlichkeitsfunktion
Sind alle Komponenten von {\displaystyle x} verschieden, ist also {\displaystyle x_{i}\neq x_{j}} für {\displaystyle i\neq j}, so entspricht die Wahrscheinlichkeitsfunktion der empirischen Verteilung der einer diskreten Gleichverteilung auf {\displaystyle \{x_{1},x_{2},\dots ,x_{n}\}} und ist gegeben durch
{\displaystyle f(x)={\begin{cases}{\frac {1}{n}}&{\text{für }}x=x_{i}\quad (i=1,\dotsc ,n)\\0&{\text{sonst}}\end{cases}}}
Tritt eine Komponente {\displaystyle k}-mal auf, so ist der Wert der Wahrscheinlichkeitsfunktion dort entsprechend {\displaystyle {\tfrac {k}{n}}}.

### Verteilungsfunktion
Die Verteilungsfunktion der empirischen Verteilung ist die empirische Verteilungsfunktion und damit gegeben durch
{\displaystyle F(t)={\frac {1}{n}}\sum _{i=1}^{n}\mathbf {1} _{[x_{i};+\infty )}(t)}.
Hierbei ist {\displaystyle \mathbf {1} _{A}} die Indikatorfunktion der Menge {\displaystyle A}.

## Eigenschaften
Gegeben sei eine Zufallsvariable {\displaystyle X}, welche gemäß der empirischen Verteilung (mit {\displaystyle x\in \mathbb {R} ^{n}}) verteilt ist. Dann sind die wahrscheinlichkeitstheoretischen Kennzahlen von {\displaystyle X} wie Erwartungswert und Quantile genau die korrespondierenden Kennzahlen der deskriptiven Statistik der Stichprobe {\displaystyle x=(x_{1},x_{2},\dots ,x_{n})} wie das arithmetisches Mittel und die empirischen Quantile.

### Erwartungswert
Der Erwartungswert der empirischen Verteilung ist das arithmetische Mittel von {\displaystyle x} (siehe Gewichtetes arithmetisches Mittel als Erwartungswert), also
{\displaystyle \operatorname {E} (X)={\frac {1}{n}}\sum _{i=1}^{n}x_{i}}

### Varianz
Die Varianz der empirischen Verteilung ist die (unkorrigierte) empirische Varianz, also
{\displaystyle \operatorname {Var} (X)={\frac {1}{n}}\sum _{i=1}^{n}(x_{i}-{\overline {x}})^{2}}.
Hierbei bezeichnet {\displaystyle {\overline {x}}} das arithmetische Mittel bzw. den Erwartungswert.

### Median und Quantile
Der Median (im Sinne der Wahrscheinlichkeitstheorie) der empirischen Verteilung entspricht dem Median der Stichprobe {\displaystyle x}, ebenso entsprechen die Quantile der empirischen Verteilung den empirischen Quantilen.

### Modus
Der Modus (im Sinne der Wahrscheinlichkeitstheorie) der empirischen Verteilung entspricht dem Modus der Stichprobe {\displaystyle x}.

### Weitere Streumaße
Des Weiteren gilt:
- Die Standardabweichung der empirischen Verteilung entspricht der empirischen Standardabweichung.
- Der Variationskoeffizient der empirischen Verteilung entspricht dem empirischen Variationskoeffizienten.